# Sedriano
Sedriano là một đô thị ở tỉnh Milano, vùng Lombardia của Italia, khoảng 15 km về phía tây Milano. Tại thời điểm ngày 31 tháng 12 năm 2004, đô thị này có dân số 10.744 người và diện tích là 7,9 km².
Đô thịSedriano gồm cácfrazione (đơn vị cấp dưới) Roveda.
Sedriano giáp các đô thị: Vanzago, Pregnana Milanese, Arluno, Bareggio, Vittuone, Cisliano.